# Porella capensis
Porella capensis är en mossdjursart som beskrevs av Charles Henry O'Donoghue 1924. Porella capensis ingår i släktet Porella och familjen Bryocryptellidae. Inga underarter finns listade i Catalogue of Life.